# Gát (Líbia)
Gát (arabul:  غات, Ġāt, nyugati átírással: Ghat) település Líbia délnyugati részén az algériai határ közelében. Az Akkakusz-hegység nyugati lábánál Gát tartomány székhelye. Lakossága 22 ezer fő volt 2011-ben.
A település hagyományosan a Szaharát átszelő karavánok fontos állomáshelye. Az ókorban a garamantészek városa volt, akkor Rapsa néven volt ismert.
Minden év decemberében egy tuareg fesztivál zajlik.
A közeli Akakusz és Taszilin-Ádzser hegység a történelem előtti sziklarajzairól és festményeiről híres. 

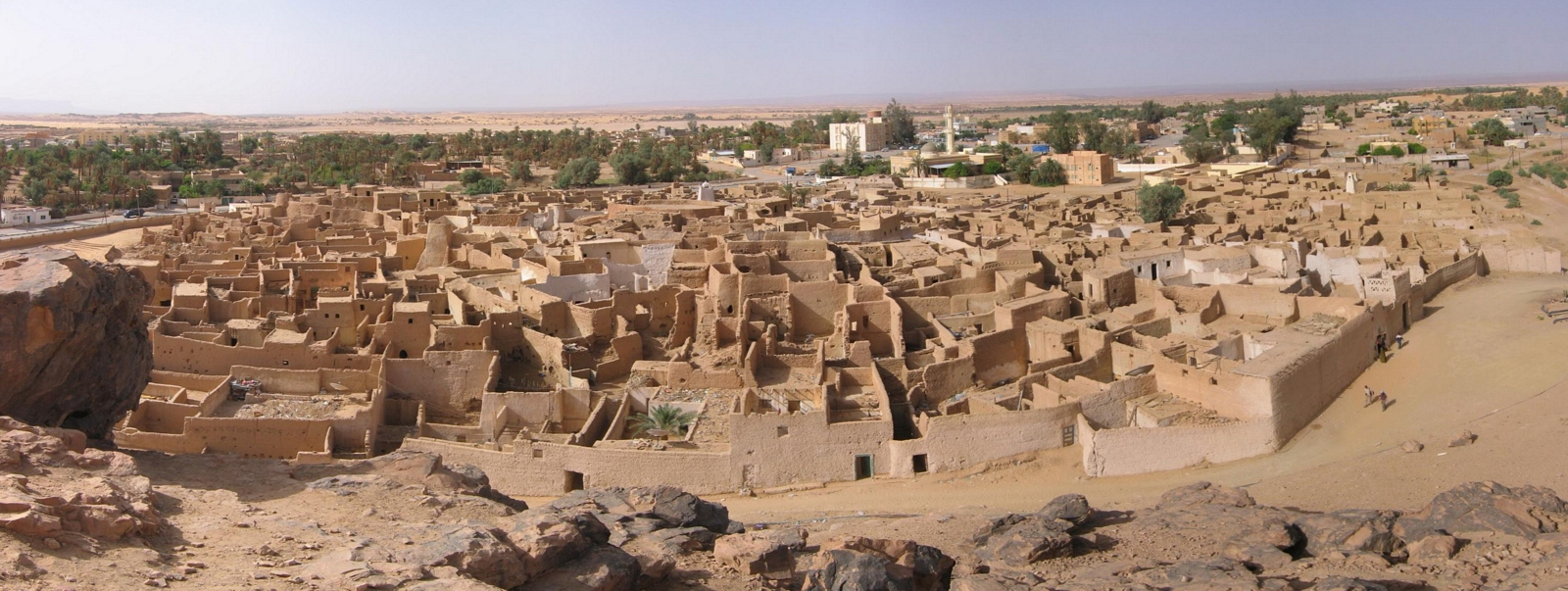
Gát óvárosa

## Fordítás
- Ez a szócikk részben vagy egészben  a   Ghat, Libya című angol Wikipédia-szócikk fordításán alapul.  Az eredeti cikk szerkesztőit annak laptörténete sorolja fel. Ez a jelzés csupán a megfogalmazás eredetét és a szerzői jogokat jelzi, nem szolgál a cikkben szereplő információk forrásmegjelöléseként.
- Ez a szócikk részben vagy egészben  a   Ghat (Libyen) című német Wikipédia-szócikk fordításán alapul.  Az eredeti cikk szerkesztőit annak laptörténete sorolja fel. Ez a jelzés csupán a megfogalmazás eredetét és a szerzői jogokat jelzi, nem szolgál a cikkben szereplő információk forrásmegjelöléseként.